# Josh Hader
Josh Ronald Hader (Millersville, Maryland, 7 de abril de 1994), más conocido como Josh Hader, es un jugador profesional estadounidense de béisbol que se desempeña en la posición de lanzador en Houston Astros, equipo de las Grandes Ligas de Béisbol (MLB). Logró obtener tres premios Primer Equipo All-MLB.

## Carrera
Hader jugó como profesional seis temporadas en Milwaukee Brewers (2017-2022), después pasó a San Diego Padres (2022-2023), luego a Houston Astros, donde lleva jugando una temporada.

## Premios
Fue galardonado con el premio Primer Equipo All-MLB en tres oportunidades (2019, 2021 y 2023).